# Округ Вошаки (Вајоминг)
Вошаки (енгл. Washakie County) је округ у америчкој савезној држави Вајоминг.

## Демографија
По попису из 2010. године број становника је 8.533, што је 244 (2,9%) становника више него 2000. године.
| Група             | 2000.         | 2010.         |
| Белци             | 7.143 (86,2%) | 7.158 (83,9%) |
| Афроамериканци    | 9 (0,1%)      | 22 (0,3%)     |
| Азијати           | 61 (0,7%)     | 48 (0,6%)     |
| Хиспаноамериканци | 951 (11,5%)   | 1.162 (13,6%) |
| Укупно            | 8.289         | 8.533         |